# Алматинские ТЭЦ
Алмати́нские ТЭЦ объединяют 3 теплоэлектроцентрали (ТЭЦ-1, ТЭЦ-2, ТЭЦ-3), которые обеспечивают теплом и электроэнергией потребителей Алматы и Алматинской области Казахстана.

## История строительства
Строительство ТЭЦ-1 (ранее Алматинская ЦЭС) началось в 1931 году, а 25 октября 1935 года она была сдана в эксплуатацию. В 2017 году переведена с угля на газ.
Строительство ТЭЦ-2 началось в 1974 году, завершено в 1989 году. Тепловая мощность — 1411 Гкал/ч. Электрическая мощность — 510 МВт. Работает на угле. К станции подключено свыше 20 предприятий и 7000 общественных зданий и жилых домов.
Строительство ТЭЦ-3 началось в 1959 году, первый энергоблок был введен в эксплуатацию в марте 1962 года, в 1965 году достигнута проектная мощность — 200 МВт. С вводом в работу в 1967 году котлоагрегата № 6 строительство станции было в основном завершено.. До 1996 года ТЭЦ-3 носила название Алматинская государственная районная электростанция (Алматинская ГРЭС).

## Современное состояние
В настоящее время Алматинские ТЭЦ принадлежат АО «АлЭС», 100 % акций которого принадлежат холдингу Самрук-Энерго.
На конец 2013 года установленная электрическая мощность ТЭЦ-1 составляет 145 МВт, ТЭЦ-2 — 510 МВт, ТЭЦ-3 — 173 МВт.